# La Roche-sur-Yon
La Roche-sur-Yon (wymowaⓘ) – miasto i gmina w zachodniej Francji, w regionie Kraj Loary, ośrodek administracyjny (siedziba prefektury) departamentu Wandea, położone nad rzeką Yon. W 2018 roku liczyło 57 717 mieszkańców.
Otoczone przez obszary rolnicze, miasto jest ośrodkiem przemysłu spożywczego, elektrotechnicznego (produkcja sprzętu AGD) i gumowego (produkcja opon).

## Historia
Niewielka osada o tej nazwie istniała od średniowiecza, doszczętnie zniszczona podczas rewolucji francuskiej. Okoliczny obszar był na przełomie XVIII i XIX wieku ośrodkiem oporu sił kontrrewolucyjnych, czego przejawem były wojny wandejskie (1793), zakończone pacyfikacją miejscowej ludności. Nowe miasto, nazwane pierwotnie Napoléon, rozplanowane zostało w 1804 roku na polecenie cesarza Napoleona I. Ulokowano w nim garnizon wojskowy i uczyniono je ośrodkiem administracyjnym departamentu Wandea (uprzednio było nim Fontenay-le-Comte). O wyborze lokalizacji zadecydowało położenie blisko geograficznego środka departamentu. Wówczas miasto uzyskało swój charakterystyczny układ przestrzenny – pięć bulwarów tworzących pięciokąt, okalający prostopadłą siatkę ulic, w samym środku – wielki skwer.

## Nazwa
Nazwa miasta nawiązuje do jego położenia; oznacza w języku francuskim „skałę nad rzeką Yon”.
W XIX wieku nazwa miejscowości kilkukrotnie ulegała zmianie:
- La Roche-sur-Yon (do 1804)
- Napoléon (1804–1814)
- La Roche-sur-Yon (1814; przez piętnaście dni)
- Bourbon-Vendée (kwiecień 1814 – kwiecień 1815)
- Napoléon (kwiecień 1815 – czerwiec 1815)
- Bourbon-Vendée (czerwiec 1815 – 1848)
- Napoléon (1848–1852)
- Napoléon-Vendée (1852–1870)
- La Roche-sur-Yon (od 1870)

## Miasta partnerskie
- Gummersbach, Niemcy
- Tizi Wuzu, Algieria
- Drummondville, Kanada
- Cáceres, Hiszpania
- Coleraine, Wielka Brytania
- Ostrowiec Świętokrzyski, Polska